# Xyston
Der Xyston (altgriechisch ξυστόν xystón, deutsch ‚Wurfspieß‘) ist eine antike Lanze aus Griechenland.

## Beschreibung
Der Xyston war eine Lanze, die sowohl von Reitern als auch von Fußsoldaten für den Nahkampf benutzt wurde. Anders als die später in Gebrauch kommende schwere Sarissa war er nur drei Meter lang und hatte eine etwa 30 cm lange Spießklinge. Der Xyston wurde von griechischen Hopliten neben dem Schild Hoplon und dem Schwert Kopis getragen. Der Xyston war auch ein Bestandteil der Bewaffnung von leichtbewaffneten griechischen Fußtruppen, wie den Euzonoi oder den Psiloi. Auch von der Kavallerie wurde der Xyston im größeren Umfang benutzt (siehe Abbildung).

## Geschichte
Der Xyston entwickelte sich wahrscheinlich aus anderen griechischen Speeren, die Akon und Palton genannt wurden. Die Infanteristen konnten mit dem Xyston eine Phalanx bilden oder damit zustechen. Der Vorteil des Xyston gegenüber schwereren Lanzen war sein geringes Gewicht. So konnte man ihn einhändig benutzen, was für die berittenen Einheiten von Vorteil war.
Der Xyston wurde im antiken Griechenland als Standardwaffe der Hopliten eingesetzt. Nach der Heeresreform der Griechen durch Philipp II. um 350 v. Chr. konnte der Xyston und später die Sarissa in der damaligen Schlachtaufstellung Phalanx gegen die Feinde eingesetzt werden. Diese Schlachtordnung und die dazugehörige Disziplin änderten die Kriegsführung der damaligen Zeit. Die großen Erfolge des Sohns Philipp II., Alexander des Großen, sind zu einem großen Teil der Verwendung der Phalanx und damit des Xyston und der Sarissa zu verdanken. Zur Zeit dieser Heeresreform wurde der Xyston durch die längere Sarissa ersetzt, die eine Länge von bis zu sechs Metern erreichte.
Aus dem Xyston entwickelte sich um 200 v. Chr. ein sehr leichter Speer, die Dourata.